# Białe cienie
 Białe cienie (ang. White Shadows in the South Seas) – amerykański film z 1928 roku w reżyserii W.S. Van Dyke’a oraz Roberta J. Flaherty’ego.

## Nagrody i nominacje
| Nazwa nagrody | Wygrane                               | Nominacje    |
| ------------- | ------------------------------------- | ------------ |
| Oscar         | 1930 Najlepsze zdjęcia Clyde De Vinna | 1930 wygrana |